# Нечайка
Нечайка (пол. Nieczajka) — річка в Польщі, у Домбровському повіті Малопольського воєводства. Права притока Бреня, (басейн Балтійського моря).

## Опис
Довжина річки приблизно 14,76 км, найкоротша відстань між витоком і гирлом — 11,53 км, коефіцієнт звивистості річки — 1,28. Формується безіменними струмками.

## Розташування
Бере початок на південно-західній околиці села Нечайна-Гурна (гміні Домброва-Тарновська). Тече переважно на північний схід через Нечайну-Дольну, Суткув, і у селі Лехувці впадає у річку Брень, праву притоку Вісли.

## Цікавий факт
- Річка невелика, але представляє дуже велику загрозу для населених пунктів, що лежать над нею, оскільки під час відлиги та підвищених опадів вона викликає затоплення.[3]